# Бестерецький сільський округ
Бестере́цький сільський округ (каз. Бестерек ауылдық округі, рос. Бестерекский сельский округ) — адміністративна одиниця у складі Урджарського району Абайської області Казахстану. Адміністративний центр — село Бестерек.
Населення — 2454 особи (2021; 3038 у 2009, 3324 у 1999, 3146 у 1989).
Станом на 1989 рік існувала Бестерецька сільська рада (села Алексієвка, Бестерек, Кизилказах).

## Склад
До складу округу входять такі населені пункти:
| Населений пункт | Старі назви | Населення, осіб (1989) | Населення, осіб (1999) | Населення, осіб (2009) | Населення, осіб (2021) |
| --------------- | ----------- | ---------------------- | ---------------------- | ---------------------- | ---------------------- |
| Бестерек, село  | -           | 1774                   | 1848                   | 1811                   | 1571                   |
| Кабанбай, село  | Кизилказах  | 621                    | 701                    | 591                    | 371                    |
| Казимбет, село  | Алексієвка  | 751                    | 775                    | 636                    | 512                    |